# Tercera Federación - Grupo VIII 2025-26
La temporada 2025-26 del Grupo VIII de la Tercera Federación de fútbol comenzará el 7 de septiembre de 2025 y finalizará el 10 de mayo de 2026. Posteriormente se disputará la promoción de ascenso entre el 17 de mayo y el 7 de junio en su fase territorial, y para finalizar en su fase nacional entre el 14 y 21 de junio. Se trata de la quinta edición tras la restructuración de las categorías no profesionales por parte de la RFEF a causa de la pandemia global causada por el Coronavirus; y es la quinta categoría a nivel nacional.

## Sistema de competición
Participan dieciocho clubes encuadrados en un único grupo. Se enfrentan todos contra todos en dos ocasiones -una en campo propio y otra en campo contrario- durante un total de 34 jornadas. El orden de los encuentros se decide por sorteo antes de empezar la competición. La Federación de Fútbol de Galicia es la responsable de designar las fechas de los partidos y los árbitros de cada encuentro, reservando al equipo local la potestad de fijar el horario exacto de cada encuentro.
Una vez finalizada la competición, el primer clasificado asciende directamente a Segunda Federación y se proclama campeón de Tercera Federación.
Los clasificados entre el segundo y el quinto lugar disputan un Play Off territorial en formato de eliminatorias a doble partido ida y vuelta. En caso de empate el vencedor de la eliminatoria es el equipo mejor clasificado. El equipo vencedor de este Play Off se clasifica a la Promoción de ascenso a Segunda Federación que tiene carácter de final interterritorial.
Los tres últimos clasificados descienden directamente a Primera División Regional. Puede haber más descensos por arrastre provocados por descensos de superior categoría.

## Ascensos y descensos
| Pos. | Ascendidos a 2.ª Federación |
| ---- | --------------------------- |
| 1.º  | Atlético Astorga F. C.      |
| 3.º  | Burgos C. F. Promesas       |

| Pos. | Descendidos de 2.ª Federación |
| ---- | ----------------------------- |
| 17.º | C. D. Guijuelo                |

| Pos.  | Ascendidos de Primera División Regional |
| ----- | --------------------------------------- |
| 1º G1 | C. D. DiocesÁvila                       |
| 1º G2 | Unionistas de Salamanca C. F. "B"       |
| 2º G1 | C. D. Numancia de Soria "B"             |

| Pos. | Descendidos a Primera División Regional |
| ---- | --------------------------------------- |
| 17.º | C. F. Briviesca                         |
| 18.º | Ciudad Rodrigo C. F.                    |
| 19.º | C. D. Laguna                            |

## Equipos

### Listado de equipos
| Equipo                            | Localidad             | Fundación   | Estadio                                  | Capacidad |
| --------------------------------- | --------------------- | ----------- | ---------------------------------------- | --------- |
| S. D. Almazán                     | Almazán               | 1967        | La Arboleda                              | 2.000     |
| Arandina C. F.                    | Aranda de Duero       | 1987        | El Montecillo                            | 5.000     |
| C. D. Becerril                    | Becerril de Campos    | 1975        | Mariano Haro                             | 2.000     |
| Atlético Bembibre                 | Bembibre              | 1922        | La Devesa                                | 2.750     |
| C. D. DiocesÁvila                 | Ávila                 | 1986        | Sancti Spiritu                           | 500       |
| C. D. Guijuelo                    | Guijuelo              | 1974        | Municipal Luis Ramos                     | 2.000     |
| Júpiter Leonés                    | Puente Castro         | 1929        | Área Deportiva de Puente Castro          | 4.600     |
| C. D. La Virgen del Camino        | La Virgen del Camino  | 1998        | Los Dominicos                            | 1.500     |
| C. D. Atlético Mansillés          | Mansilla de las Mulas |             | La Caldera                               |           |
| C. D. Mirandés "B"                | Miranda de Ebro       | 2005        | Anduva                                   | 6.000     |
| C. D. Mojados                     | Mojados               | 1950        | Municipal de Mojados                     | 300       |
| C. D. Numancia de Soria "B"       | Soria                 | 1979        | Ciudad del Fútbol Francisco Rubio Garcés | 1.000     |
| Palencia C. F.                    | Palencia              | 2013        | Estadio Nueva Balastera                  | 8.100     |
| C. D. Palencia Cristo Atlético    | Palencia              | 1985        | Estadio Nueva Balastera                  | 8.100     |
| U. D. Santa Marta de Tormes       | Santa Marta de Tormes | 1982        | Alfonso San Casto                        | 1.000     |
| S. D. Atlético Tordesillas        | Tordesillas           | 1969        | Las Salinas                              | 3.500     |
| Unionistas de Salamanca C. F. "B" | Salamanca             | Reina Sofía | 2015                                     | 4.895     |
| C. D. Villaralbo                  | Villaralbo            | 1952        | Los Barreros                             | 2.500     |

### Equipos por Provincia
| N.º | Provincia  | Equipos                                                                                 |
| --- | ---------- | --------------------------------------------------------------------------------------- |
| 1   | Ávila      | C. D. DiocesÁvila                                                                       |
| 2   | Burgos     | Arandina C. F. y C. D. Mirandés "B"                                                     |
| 4   | León       | Atlético Bembibre, C. D. Atlético Mansillés, Júpiter Leonés y C.D. La Virgen del Camino |
| 3   | Palencia   | C. D. Becerril, Palencia C. F. y C. D. Palencia Cristo Atlético                         |
| 3   | Salamanca  | C. D. Guijuelo, U.D. Santa Marta y Unionistas de Salamanca C. F. "B"                    |
| 2   | Soria      | S. D. Almazán y C. D. Numancia de Soria "B"                                             |
| 2   | Valladolid | Atlético Tordesillas y C. D. Mojados                                                    |
| 1   | Zamora     | C. D. Villaralbo                                                                        |

| Almazán Arandina Becerril At. Bembibre At. Tordesillas Atlético Mansillés DiocesÁvila Guijuelo Mirandés "B" Mojados Júpiter Leonés Virgen del Camino Numancia "B" Palencia C.F. C. D. Palencia Cristo At. Santa Marta Unionistas "B" Villaralbo |

## Clasificación
| Pos. | Equipo                            | Pts. | PJ | G | E | P | GF | GC | Dif. |                                             |
| ---- | --------------------------------- | ---- | -- | - | - | - | -- | -- | ---- | ------------------------------------------- |
| 1    | S. D. Almazán                     | 0    | 0  | 0 | 0 | 0 | 0  | 0  | 0    | Ascenso a Segunda Federación y Copa del Rey |
| 2    | Arandina C. F.                    | 0    | 0  | 0 | 0 | 0 | 0  | 0  | 0    | Play Off de Ascenso a Segunda Federación    |
| 3    | C. D. Becerril                    | 0    | 0  | 0 | 0 | 0 | 0  | 0  | 0    | Play Off de Ascenso a Segunda Federación    |
| 4    | Atlético Bembibre                 | 0    | 0  | 0 | 0 | 0 | 0  | 0  | 0    | Play Off de Ascenso a Segunda Federación    |
| 5    | C. D. DiocesÁvila                 | 0    | 0  | 0 | 0 | 0 | 0  | 0  | 0    | Play Off de Ascenso a Segunda Federación    |
| 6    | C. D. Guijuelo                    | 0    | 0  | 0 | 0 | 0 | 0  | 0  | 0    |                                             |
| 7    | Júpiter Leonés                    | 0    | 0  | 0 | 0 | 0 | 0  | 0  | 0    |                                             |
| 8    | C. D. La Virgen del Camino        | 0    | 0  | 0 | 0 | 0 | 0  | 0  | 0    |                                             |
| 9    | C. D. Atlético Mansillés          | 0    | 0  | 0 | 0 | 0 | 0  | 0  | 0    |                                             |
| 10   | C. D. Mirandés "B"                | 0    | 0  | 0 | 0 | 0 | 0  | 0  | 0    |                                             |
| 11   | C. D. Mojados                     | 0    | 0  | 0 | 0 | 0 | 0  | 0  | 0    |                                             |
| 12   | C. D. Numancia de Soria "B"       | 0    | 0  | 0 | 0 | 0 | 0  | 0  | 0    |                                             |
| 13   | Palencia C. F.                    | 0    | 0  | 0 | 0 | 0 | 0  | 0  | 0    |                                             |
| 14   | C. D. Palencia Cristo Atlético    | 0    | 0  | 0 | 0 | 0 | 0  | 0  | 0    |                                             |
| 15   | U. D. Santa Marta de Tormes       | 0    | 0  | 0 | 0 | 0 | 0  | 0  | 0    |                                             |
| 16   | S. D. Atlético Tordesillas        | 0    | 0  | 0 | 0 | 0 | 0  | 0  | 0    | Descenso a Primera División Regional        |
| 17   | Unionistas de Salamanca C. F. "B" | 0    | 0  | 0 | 0 | 0 | 0  | 0  | 0    | Descenso a Primera División Regional        |
| 18   | C. D. Villaralbo                  | 0    | 0  | 0 | 0 | 0 | 0  | 0  | 0    | Descenso a Primera División Regional        |

Los primeros partidos se disputarán el 7 de septiembre de 2025.
 Fuente: BeSoccer

### Evolución de la clasificación
| Jornada | 1 | 2 | 3 | 4 | 5 | 6 | 7 | 8 | 9 | 10 | 11 | 12 | 13 | 14 | 15 | 16 | 17 | 18 | 19 | 20 | 21 | 22 | 23 | 24 | 25 | 26 | 27 | 28 | 29 | 30 | 31 | 32 | 33 | 34 |
| Equipo  |   |   |   |   |   |   |   |   |   |    |    |    |    |    |    |    |    |    |    |    |    |    |    |    |    |    |    |    |    |    |    |    |    |    |
| ------- | - | - | - | - | - | - | - | - | - | -- | -- | -- | -- | -- | -- | -- | -- | -- | -- | -- | -- | -- | -- | -- | -- | -- | -- | -- | -- | -- | -- | -- | -- | -- |
|         |   |   |   |   |   |   |   |   |   |    |    |    |    |    |    |    |    |    |    |    |    |    |    |    |    |    |    |    |    |    |    |    |    |    |

## Resultados
| Local \ Visitante                 | ALM | ARA | BEC | BEM | DIO | GUI | JUP | LVC | MAN | MIR | MOJ | NUM | PAL | PAT | SMT | TOR | UNI | VIL |
| --------------------------------- | --- | --- | --- | --- | --- | --- | --- | --- | --- | --- | --- | --- | --- | --- | --- | --- | --- | --- |
| S. D. Almazán                     | —   |     |     |     |     |     |     |     |     |     |     |     |     |     |     |     |     |     |
| Arandina C. F.                    |     | —   |     |     |     |     |     |     |     |     |     |     |     |     |     |     |     |     |
| C. D. Becerril                    |     |     | —   |     |     |     |     |     |     |     |     |     |     |     |     |     |     |     |
| Atlético Bembibre                 |     |     |     | —   |     |     |     |     |     |     |     |     |     |     |     |     |     |     |
| C. D. DiocesÁvila                 |     |     |     |     | —   |     |     |     |     |     |     |     |     |     |     |     |     |     |
| C. D. Guijuelo                    |     |     |     |     |     | —   |     |     |     |     |     |     |     |     |     |     |     |     |
| Júpiter Leonés                    |     |     |     |     |     |     | —   |     |     |     |     |     |     |     |     |     |     |     |
| C. D. La Virgen del Camino        |     |     |     |     |     |     |     | —   |     |     |     |     |     |     |     |     |     |     |
| C. D. Atlético Mansillés          |     |     |     |     |     |     |     |     | —   |     |     |     |     |     |     |     |     |     |
| C. D. Mirandés "B"                |     |     |     |     |     |     |     |     |     | —   |     |     |     |     |     |     |     |     |
| C. D. Mojados                     |     |     |     |     |     |     |     |     |     |     | —   |     |     |     |     |     |     |     |
| C. D. Numancia de Soria "B"       |     |     |     |     |     |     |     |     |     |     |     | —   |     |     |     |     |     |     |
| Palencia C. F.                    |     |     |     |     |     |     |     |     |     |     |     |     | —   |     |     |     |     |     |
| C. D. Palencia Cristo Atlético    |     |     |     |     |     |     |     |     |     |     |     |     |     | —   |     |     |     |     |
| U. D. Santa Marta de Tormes       |     |     |     |     |     |     |     |     |     |     |     |     |     |     | —   |     |     |     |
| S. D. Atlético Tordesillas        |     |     |     |     |     |     |     |     |     |     |     |     |     |     |     | —   |     |     |
| Unionistas de Salamanca C. F. "B" |     |     |     |     |     |     |     |     |     |     |     |     |     |     |     |     | —   |     |
| C. D. Villaralbo                  |     |     |     |     |     |     |     |     |     |     |     |     |     |     |     |     |     | —   |